# Karel Sochor (lékař)
Karel Sochor (* 18. července 1946 Praha) je český internista a pedagog.

## Osobní život
Karel Sochor se narodil do rodiny filologa Karla Sochora a jeho manželky. Od mala ho zajímaly trolejbusy a dodnes je to jeho koníčkem. Vystudoval Lékařskou fakultu hygienickou UK v Praze. V roce 1973 získal atestaci 1. stupně vnitřního lékařství, v roce 1977 atestaci 2. stupně vnitřního lékařství. V roce 1984 jmenován kandidátem věd (CSc.) a v roce 1986 byl jmenován docentem vnitřního lékařství.

## Profesní přehled
- 1970–1971 OÚNZ Beroun (interní odd., hygienická stanice)
- 1971–1976 sekundární lékař interního odd. nemocnice Na Míčánkách Praha
- 1976–1979 vedoucí lékař koronární jednotky interního odd. nemocnice Na Míčánkách Praha
- 1979–1992 primář interního oddělení a ředitel nemocnice Na Míčánkách v Praze
- 1992–1994 primář klinického oddělení Institutu MUDr. Leoše Středy v Praze
- 1994–1998 vedoucí lékař jednotky intenzivní péče oddělení vnitřního lékařství Nemocnice Beroun
- 1998–2024 primář interního oddělení Rehabilitační nemocnice Beroun[2]
- od března 2024 emeritní primář a samostatně pracující lékař interního oddělení Rehabilitační nemocnice Beroun

## Pedagogická činnost
- 1974–1989 VL VDÚ JEP (Vojenská lékařská akademie) Hradec Králové
- 1979–1989 FVL Praha UK (3. inter. klinika)
- 1994–2005 Pedagogická fakulta UK Praha (Katedra rodinné výchovy)
- 1998–2006 Střední zdravotnická škola Beroun[2]